# Sainte-Savine
Sainte-Savine – miejscowość i gmina we Francji, w regionie Grand Est, w departamencie Aube.
Według danych na rok 1990 gminę zamieszkiwało 9495 osób, a gęstość zaludnienia wynosiła 1258 osób/km².